# (37039) 2000 UX21
2000 UX21 (asteroide 37039) é um asteroide da cintura principal. Possui uma excentricidade de 0.05860160 e uma inclinação de 3.58445º.
Este asteroide foi descoberto no dia 24 de outubro de 2000 por LINEAR em Socorro.